# Campagna-palo
Campagna-palo è un termine utilizzato in araldica per indicare l'unione di una campagna e di un palo quando ambedue le pezze sono dello stesso smalto.

di rosso, alla campagna-palo d'argento caricata di una lancia fiordalisata d'azzurro movente dalla punta, affiancata in punta da quattro torte del campo, due l'una sull'altra a destra e due l'una sull'altra a sinistra, sostenute da un'altra torta dello stesso attraversante sulla lancia; il palo accostato a destra a un bisante d'oro figurato con un toro furioso e a sinistra da una francisca rivoltata dello stesso